# Ozius truncatus
Ozius truncatus is een krabbensoort uit de familie van de Oziidae. De wetenschappelijke naam van de soort werd voor het eerst geldig gepubliceerd in 1834 door Henri Milne-Edwards.